# Gare de Kintetsu-Gose
La gare de Kintetsu-Gose (近鉄御所駅, Kintetsu-Gose-eki) est une gare ferroviaire terminus située à Gose, dans la préfecture de Nara au Japon. Elle est exploitée par la compagnie Kintetsu.

## Situation ferroviaire
La gare est située au point kilométrique (PK) 5,2 de la ligne Gose dont elle marque la fin.

## Histoire
La gare a été inaugurée le 9 décembre 1930.

## Service des voyageurs

### Accueil
La gare dispose d'un bâtiment voyageurs ouvert tous les jours, avec des guichets et des automates pour l'achat de titres de transport.

### Dispositions des quais
- Ligne Gose :
  - voies 1 et 2 : direction Shakudo

### Intermodalité
La gare de Gose de la JR West est située à proximité.